# WH Canaway
William Hamilton Canaway (1925 – 22 de maio de 1988) foi autor de romances que combinavam aventura com história natural e amor pela vida ao ar livre. Nasceu em 1925 em Altrincham , Cheshire, Inglaterra, Reino Unido, e faleceu em 22 de maio de 1988 (aos 62 anos) em Derbyshire, Inglaterra, Reino Unido.
O romance de Canaway de 1961, Sammy Going South, foi transformado em um filme de aventura em 1963.
Como Bill Canaway, ele co-escreveu o roteiro da versão cinematográfica de 1965 de The IPCRESS File , de Len Deighton.
1. ↑  «Bill Canaway». BFI. Cópia arquivada em 8 October 2018 Verifique data em: |arquivodata= (ajuda)